# Маха Раттхатара Шин
Маха Раттхатара Шин (настоящее имя У Мау; вероятно, 1468—1530) — бирманский поэт.
Сведений о его жизни практически не сохранилось. Известно, что он был монахом и жил в эпоху государства Ава, считаясь одним из крупнейших поэтов этой державы наряду со своим соперником Маха Тилавунта Шин.
Известность получил благодаря своим многочисленным поэмам-пьоу, написанным на сюжеты джатак. Наиболее известным произведением является написанная им примерно в 1494 году поэма «Бхуридат-пьоу» (рус. «Поэма о Бхуридате»), представляющая собой, по сути, пересказ индийской легенды о принце-драконе. Главная ценность этой поэмы, однако, — в многочисленных реалистичных описаниях современной ему бирманской жизни, а также бирманского народного кукольного театра. Другое известное его произведение, написанная примерно в 1523 году поэма «Принц Хаттхипали», рассказывает о ставших добровольными лесными отшельниками четырёх братьях-принцах, решивших отказаться от роскошной жизни в королевской дворце, богатства и власти ради просветления.
Несмотря на то, что большую часть творческого наследия Маха Раттхатара Шин составляет религиозная поэзия, сохранилось также несколько его стихотворений, относящихся к любовной лирике, а также ряд могунов — хвалебных од, прославляющих правителей (например, «Вуйоунджаун могун» — рус. «В честь монастыря Вуйоун»). Его поэзия обогатила бирманский язык целым рядом крылатых выражений, которыми стали некоторые строки его поэм.